# Deborah Sosimenko
Deborah Sosimenko (Deborah Anne „Debbie“ Sosimenko; * 5. April 1974 in Sydney) ist eine ehemalige australische Hammerwerferin.
Von 1992 bis 1999 wurde sie achtmal in Folge australische Meisterin. Bei der Universiade 1997 gewann sie Bronze und bei den Commonwealth Games 1998 in Kuala Lumpur Gold. Nach einem fünften Platz bei den Leichtathletik-Weltmeisterschaften 1999 in Sevilla erreichte sie bei den Olympischen Spielen 2000 in Sydney mit ihrer persönlichen Bestweite von 67,95 m dieselbe Platzierung.
Nachdem sie bei den Olympischen Spielen 2004 in Athen in der Qualifikation ausgeschieden war, beendete sie ihre sportliche Karriere.